# Podział administracyjny Helsinek
Podział administracyjny Helsinek
Obowiązujący w roku 2012 podział administracyjny Helsinek został wprowadzony w życie 13 grudnia 1982 i jest na bieżąco korygowany.

## Okręgi

Podział miasta na duże dzielnice (suurpiirit)

Oryginalnie miasto było podzielone na 7 okręgów (suurpiirit). Obecnie jest ich 8. Są one ponumerowane od 1 do 8.
| Numer | Nazwa         | Liczba mieszkańców |
| ----- | ------------- | ------------------ |
| 1     | Itäinen       | 103 373            |
| 2     | Läntinen      | 101 807            |
| 3     | Eteläinen     | 100 664            |
| 4     | Koillinen     | 93 844             |
| 5     | Keskinen      | 80 268             |
| 6     | Kaakkoinen    | 47 028             |
| 7     | Pohjoinen     | 41 221             |
| 8     | Östersundomin | 2116               |

## Podział szczegółowy

Podział szczegółowy miasta

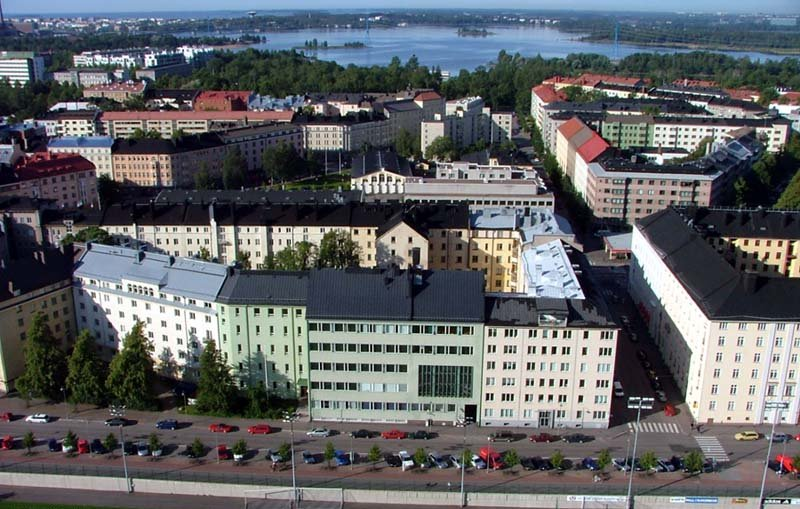
Uważana za dzielnicę Töölö nie mieści się w żadnym kryterium podziału administracyjnego

Tabela przedstawia strukturę podziału administracyjnego. Największą jednostką jest okręg (suurpiiri), które wraz z okręgami podstawowymi (peruspiiri) dzielą się na dzielnice (osa-alueet), te zaś z kolei na osiedla (pienalueet).
| Stopnie podziału administracyjnego | Stopnie podziału administracyjnego    |
| Podział administracyjny            | Podział na okręgi                     |
| ---------------------------------- | ------------------------------------- |
| 59 kaupunginosaa (części miasta)   | 8 suurpiiriä (okręgów)                |
| 59 kaupunginosaa (części miasta)   | 34 peruspiiriä (okręgów podstawowych) |
| 137 osa-aluetta (dzielnic)         | 137 osa-aluetta (dzielnic)            |
| 369 pienaluetta (osiedli)          | 369 pienaluetta (osiedli)             |

## Lista dzielnic i osiedli
| Podział miasta                  | Podział miasta             |
| 00 Dzielnica podstawowa         | Nazwa szwedzka             |
| 000 dzielnica                   |                            |
| ------------------------------- | -------------------------- |
| 01 Kruununhaka                  | Kronohagen                 |
| 02 Kluuvi                       | Gloet                      |
| 03 Kaartinkaupunki              | Gardesstaden               |
| 04 Kamppi                       | Kampen                     |
| 05 Punavuori                    | Rödbergen                  |
| 06 Eira                         | Eira                       |
| 07 Ullanlinna                   | Ulrikasborg                |
| 08 Katajanokka                  | Skatudden                  |
| 09 Kaivopuisto                  | Brunnsparken               |
| 10 Sörnäinen                    | Sörnäs                     |
| 102 Kalasatama                  | Fiskhamnen                 |
| 11 Kallio                       | Berghäll                   |
| 111 Siltasaari                  | Broholmen                  |
| 112 Linjat                      | Linjerna                   |
| 113 Torkkelinmäki               | Torkelsbacken              |
| 12 Alppiharju                   | Åshöjden                   |
| 121 Harju                       | Ås                         |
| 122 Alppila                     | Alphyddan                  |
| 13 Etu-Töölö                    | Främre Tölö                |
| 14 Taka-Töölö                   | Bortre Tölö                |
| 15 Meilahti                     | Mejlans                    |
| 16 Ruskeasuo                    | Brunakärr                  |
| 17 Pasila                       | Böle                       |
| 171 Länsi-Pasila                | Västra Böle                |
| 172 Pohjois-Pasila              | Norra Böle                 |
| 173 Itä-Pasila                  | Östra Böle                 |
| 174 Keski-Pasila                | Mellersta Böle             |
| 18 Laakso                       | Dal                        |
| 19 Mustikkamaa–Korkeasaari      | Blåbärslandet–Högholmen    |
| 20 Länsisatama                  | Västra hamnen              |
| 201 Ruoholahti                  | Gräsviken                  |
| 2011 Salmisaari                 | Sundholmen                 |
| 202 Lapinlahti                  | Lappviken                  |
| 203 Jätkäsaari                  | Busholmen                  |
| 204 Munkkisaari                 | Munkholmen                 |
| 21 Hermanni                     | Hermanstad                 |
| 22 Vallila                      | Vallgård                   |
| 23 Toukola                      | Majstad                    |
| 231 Toukola                     | Gamla Majstad              |
| 232 Arabianranta                | Arabiastranden             |
| 24 Kumpula                      | Gumtäkt                    |
| 25 Käpylä                       | Kottby                     |
| 26 Koskela                      | Forsby                     |
| 27 Vanhakaupunki                | Gammelstaden               |
| 28 Oulunkylä                    | Åggelby                    |
| 281 Pirkkola                    | Britas                     |
| 282 Maunula                     | Månsas                     |
| 283 Metsälä                     | Krämertsskog               |
| 284 Patola                      | Dammen                     |
| 285 Veräjämäki                  | Grindbacka                 |
| 286 Maunulanpuisto              | Månsasparken               |
| 287 Veräjälaakso                | Grinddal                   |
| 29 Haaga                        | Haga                       |
| 291 Etelä-Haaga                 | Södra Haga                 |
| 292 Kivihaka                    | Stenhagen                  |
| 293 Pohjois-Haaga               | Norra Haga                 |
| 294 Lassila                     | Lassas                     |
| 30 Munkkiniemi                  | Munksnäs                   |
| 301 Vanha Munkkiniemi           | Gamla Munksnäs             |
| 302 Kuusisaari                  | Granö                      |
| 303 Lehtisaari                  | lövö                       |
| 304 Munkkivuori                 | Munkshöjden                |
| 305 Niemenmäki                  | Näshöjden                  |
| 306 Talinranta                  | Talistranden               |
| 31 Lauttasaari                  | Drumsö                     |
| 32 Konala                       | Kånala                     |
| 33 Kaarela                      | Kårböle                    |
| 331 Kannelmäki                  | Gamlas                     |
| 332 Maununneva                  | Magnuskärr                 |
| 333 Malminkartano               | Malmgård                   |
| 334 Hakuninmaa                  | Håkansåker                 |
| 335 Kuninkaantammi              | Kungseken                  |
| 34 Pakila                       | Baggböle                   |
| 341 Länsi-Pakila                | Västra Baggböle            |
| 342 Itä-Pakila                  | Östra Baggböle             |
| 35 Tuomarinkylä                 | Domarby                    |
| 351 Paloheinä                   | Svedängen                  |
| 352 Torpparinmäki               | Torparbacken               |
| 353 Tuomarinkartano             | Domargård                  |
| 354 Haltiala                    | Tomtbacka                  |
| 36 Viikki                       | Vik                        |
| 361 Viikinranta                 | Viksstranden               |
| 362 Latokartano                 | Ladugården                 |
| 363 Viikin tiedepuisto          | Viks forskarpark           |
| 364 Viikinmäki                  | Viksbacka                  |
| 37 Pukinmäki                    | Bocksbacka                 |
| 38 Malmi                        | Malm                       |
| 381 Ylä-Malmi                   | Övre Malm                  |
| 382 Ala-Malmi                   | Nedre Malm                 |
| 383 Pihlajamäki                 | Rönnbacka                  |
| 384 Tattariharju                | Tattaråsen                 |
| 385 Malmin lentokenttä          | Malms flygfält             |
| 386 Pihlajisto                  | Rönninge                   |
| 39 Tapaninkylä                  | Staffansby                 |
| 391 Tapaninvainio               | Staffansslätten            |
| 392 Tapanila                    | Mosabacka                  |
| 40 Suutarila                    | Skomakarböle               |
| 401 Siltamäki                   | Brobacka                   |
| 402 Tapulikaupunki              | Stapelstaden               |
| 403 Töyrynummi                  | Lidmalmen                  |
| 41 Suurmetsä                    | Storskog                   |
| 411 Puistola                    | Parkstad                   |
| 412 Heikinlaakso                | Henriksdal                 |
| 413 Tattarisuo                  | Tattarmossen               |
| 414 Jakomäki                    | Jakobacka                  |
| 42 Kulosaari                    | Brändö                     |
| 43 Herttoniemi                  | Hertonäs                   |
| 431 Länsi-Herttoniemi           | Västra Hertonäs            |
| 432 Roihuvuori                  | Kasberget                  |
| 433 Herttoniemen teollisuusalue | Hertonäs industriområde    |
| 434 Herttoniemenranta           | Hertonäs strand            |
| 44 Tammisalo                    | Tammelund                  |
| 45 Vartiokylä                   | Botby                      |
| 451 Vartioharju                 | Botbyåsen                  |
| 452 Puotila                     | Botby gård                 |
| 453 Puotinharju                 | Botbyhöjden                |
| 454 Myllypuro                   | Kvarnbäcken                |
| 455 Marjaniemi                  | Marudd                     |
| 456 Roihupellon teollisuusalue  | Kasåkers industriområde    |
| 457 Itäkeskus                   | Östra centrum              |
| 46 Pitäjänmäki                  | Sockenbacka                |
| 461 Pajamäki                    | Smedjebacka                |
| 462 Tali                        | Tali                       |
| 463 Reimarla                    | Reimars                    |
| 464 Marttila                    | Martas                     |
| 465 Pitäjänmäen teollisuusalue  | Sockenbacka industriområde |
| 47 Mellunkylä                   | Mellungsby                 |
| 471 Kontula                     | Gårdsbacka                 |
| 472 Vesala                      | Ärvings                    |
| 473 Mellunmäki                  | Mellungsbacka              |
| 474 Kivikko                     | Stensböle                  |
| 475 Kurkimäki                   | Tranbacka                  |
| 48 Vartiosaari                  | Vårdö                      |
| 49 Laajasalo                    | Degerö                     |
| 491 Yliskylä                    | Uppby                      |
| 492 Jollas                      | Jollas                     |
| 493 Tullisaari                  | Turholm                    |
| 494 Tahvonlahti                 | Stansvik                   |
| 495 Hevossalmi                  | Hästnässund                |
| 50 Villinki                     | Villinge                   |
| 51 Santahamina                  | Sandhamn                   |
| 52 Suomenlinna                  | Sveaborg                   |
| 53 Ulkosaaret                   | Utöarna                    |
| 531 Länsisaaret                 | Västra holmarna            |
| 532 Itäsaaret                   | Östra holmarna             |
| 533 Aluemeri                    | Territorialhavet           |
| 54 Vuosaari                     | Nordsjö                    |
| 541 Keski-Vuosaari              | Mellersta Nordsjö          |
| 542 Nordsjön kartano            | Nordsjö gård               |
| 543 Uutela                      | Nybondas                   |
| 544 Meri-Rastila                | Havsrastböle               |
| 545 Kallahti                    | Kallvik                    |
| 546 Aurinkolahti                | Solvik                     |
| 547 Rastila                     | Rastböle                   |
| 548 Niinisaari                  | Bastö                      |
| 549 Mustavuori                  | Svarta backen              |
| 55 Östersundom                  | Östersundom                |
| 56 Salmenkallio                 | Sundberg                   |
| 57 Talosaari                    | Husö                       |
| 58 Karhusaari                   | Björnsö                    |
| 59 Ultuna                       | Ultuna                     |
| 591 Landbo                      | Landbo                     |
| 592 Puroniitty                  | Bäckängen                  |